# Julie Andem
Julie Annette Rovelstad Andem (4 de julho de 1982) é uma roteirista, diretora e produtora de televisão norueguesa.
Ela é mais conhecida como a criadora, roteirista, diretora e showrunner da aclamada série de televisão e internet original norueguesa Skam (2015–2017). Nos prêmios Gullruten de 2016, a série ganhou três prêmios,  melhor série estreante, melhor drama de televisão e inovação do ano.A série também foi bem recebida internacionalmente, como na Dinamarca, Suécia e a China,e para o mercado dos Estados Unidos o conceito foi vendido para a produtora de Simon Fuller, a empresa de produção XIX Entertainment. Andem atualmente trabalha na direção e produção da versão estadunidense da série, intitulada de Skam Austin.

## Filmografia
- Skam Austin (Série, roteirista, diretora, e produtora)
- Skam (Série, criadora, roteirista, diretora, e showrunner)
- Jenter (Série, roteirista e diretora)
- Hjelp, vi er eu filmbransjen (filme, de 2011, atriz)